# Lisa Lopes
Lisa Nicole Lopes (27. května 1971 Filadelfie – 25. dubna 2002 La Ceiba), známá také pod uměleckým jménem Left Eye, byla americká zpěvačka, rapperka a členka dívčí R&B skupiny TLC. Dalšími členkami byly Tionne „T-Boz“ Watkins a Rozondou „Chilli“ Thomas. Společně se skupinou získala čtyři ceny Grammy.

## Životopis
Narodila se 27. května 1971 ve Filadelfii. Byla dcerou švadleny Wandy a seržanta americké armády Ronalda Lopese. Měla mladšího bratra Ronalda a mladší sestru Rain.
Její rodiče se rozešli a během dospívání ji vychovávala babička z otcovy strany. V pěti letech začala hrát na klavír a později skládala vlastní písně. V deseti letech se svými sourozenci založila hudební trio The Lopes Kids, s nímž vystupovala s gospelovými písněmi na místních akcích a v kostelech. Navštěvovala filadelfskou střední dívčí školu.
V roce 1990 se připojila k hudebnímu triu TLC. V průběhu let skupina vydala pět alb. Na začátku nového tisíciletí však ze skupiny odešla a začala se věnovat sólové kariéře.
Během své krátké sólové kariéry nahrála dva populární singly „Not Tonight“ a „U Know What's Up“. Úspěch měla i píseň „Never Be the Same Again“, která vznikla ve spolupráci s Melanie C z anglické dívčí skupiny Spice Girls. Produkovala také alba dívčí skupiny Blaque, která získala platinové album. Zůstala jedinou členkou skupiny TLC, která vydala sólové album.
Zemřela 25. dubna 2002 při autonehodě v honduraském městě La Ceiba, kde pracovala jako dobrovolník v dětském rozvojovém centru. Jela příliš rychle a ztratila kontrolu nad svým vozem Mitsubishi Pajero. Čtyři další cestující byli během autonehody lehce zraněni. Pohřbena byla ve městě Lithonia ve státě Georgie.
V květnu 2007 byl vydán dokumentární film The Last Days of Left Eye, který odvysílala stanice VH1.

## Diskografie

### TLC
- Ooooooohhh... On the TLC Tip (1992)
- CrazySexyCool (1994)
- FanMail (1999)
- 3D (2002)
- TLC (2017)

### Vlastní alba
- Supernova (2001)
- Eye Legacy (2009)